# Bertha Benz
Pour les articles homonymes, voir Benz.
Bertha Benz, née Ringer le 3 mai 1849 à Pforzheim et morte le 5 mai 1944 à Ladenburg, est une inventrice allemande, pionnière de l'automobile.
Elle est la femme et l'associée de l'inventeur automobile Carl Benz. En 1888, elle devient la première personne en Allemagne à conduire une automobile sur une longue distance. Ce faisant, elle attire sur Benz Patent Motorwagen une attention considérable et amène à la société ses premières ventes. Elle est également l'inventrice des plaquettes de frein.

## Biographie

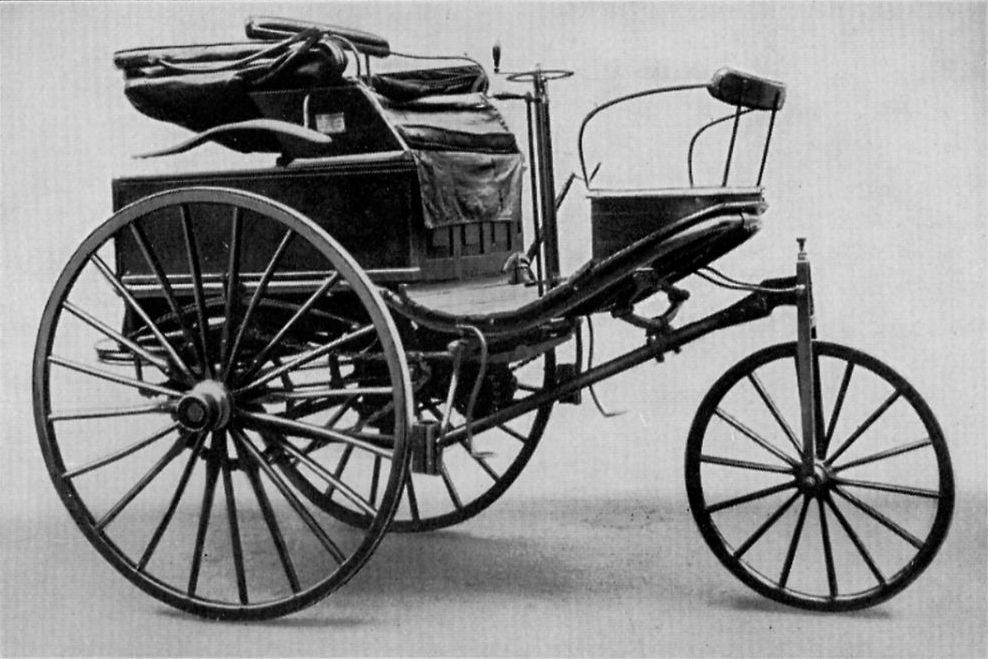
La Benz Patent-Motorwagen Numéro 3 de 1888, conduite par Bertha Benz lors d'une excursion de 106 kilomètres très médiatisée.

Bertha Ringer naît en 1849 à Pforzheim dans le grand-duché de Bade. En 1871, elle investit dans l'atelier de son fiancé, Carl Benz, ce qui permet à ce dernier de développer sa première automobile brevetée. Elle peut le faire car à l'époque, ils ne sont pas mariés. Par la suite, comme le prévoit la loi, Bertha perd le pouvoir juridique d'agir.
Le 20 juillet 1872, Bertha Ringer épouse Carl Benz. Ils ont cinq enfants : Eugen (1873), Richard (1874), Clara (1877), Thilde (1882), et Ellen (1890).

### Première excursion automobile

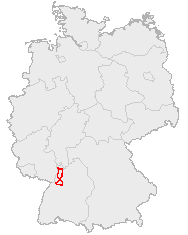
Carte d'Allemagne avec la Bertha Benz Memorial Route, de Mannheim à Pforzheim via Heidelberg et Wiesloch ainsi que le retour : le parcours officiel en hommage à son voyage de 1888.

Le 5 août 1888, sans le dire à son mari et sans la permission des autorités, Bertha Benz s'en va avec ses fils Richard et Eugen, qui ont treize et quinze ans, au volant de l'une des toutes nouvelles Patent Motorwagen. Elle conduit de Mannheim à Pforzheim et devient ainsi la première personne à conduire une automobile sur route dans le but de voyager. Auparavant, la conduite motorisée s'était limitée à de courts essais lors desquels il s'agissait de revenir au point de départ avec des mécaniciens. Cette excursion de pionnière s'étend sur environ 106 kilomètres.
Bien que le motif premier de ce voyage soit de rendre visite à sa mère, Bertha Benz a une autre idée en tête : prouver à son mari, qui n'a pas suffisamment pris en compte les implications mercatiques de son invention, que l'automobile dans laquelle ils ont tous les deux énormément investi doit absolument devenir un succès commercial et que pour cela, le public doit en percevoir l'utilité. Elle veut que Carl comprenne que sa création a un avenir.
Sur le chemin, elle résout de nombreux problèmes. Elle doit trouver de la ligroïne qui sert de carburant et que l'on ne trouve que chez l'apothicaire. Elle s'arrête donc à Wiesloch et va à la pharmacie (dorénavant surnommée la « première station service au monde »). Un forgeron l'aide à réparer une chaîne. Les freins doivent également être réparés et en s'occupant de ce problème, elle invente les plaquettes de frein. Elle se sert de ses longues épingles à chapeau pour désobstruer les tuyaux à carburant et isole un câble avec une jarretière. Elle quitte Mannheim à l'aube et atteint Pforzheim au coucher du soleil. Elle informe son mari de son succès par télégramme. Elle reprend le volant le lendemain pour rentrer chez elle.

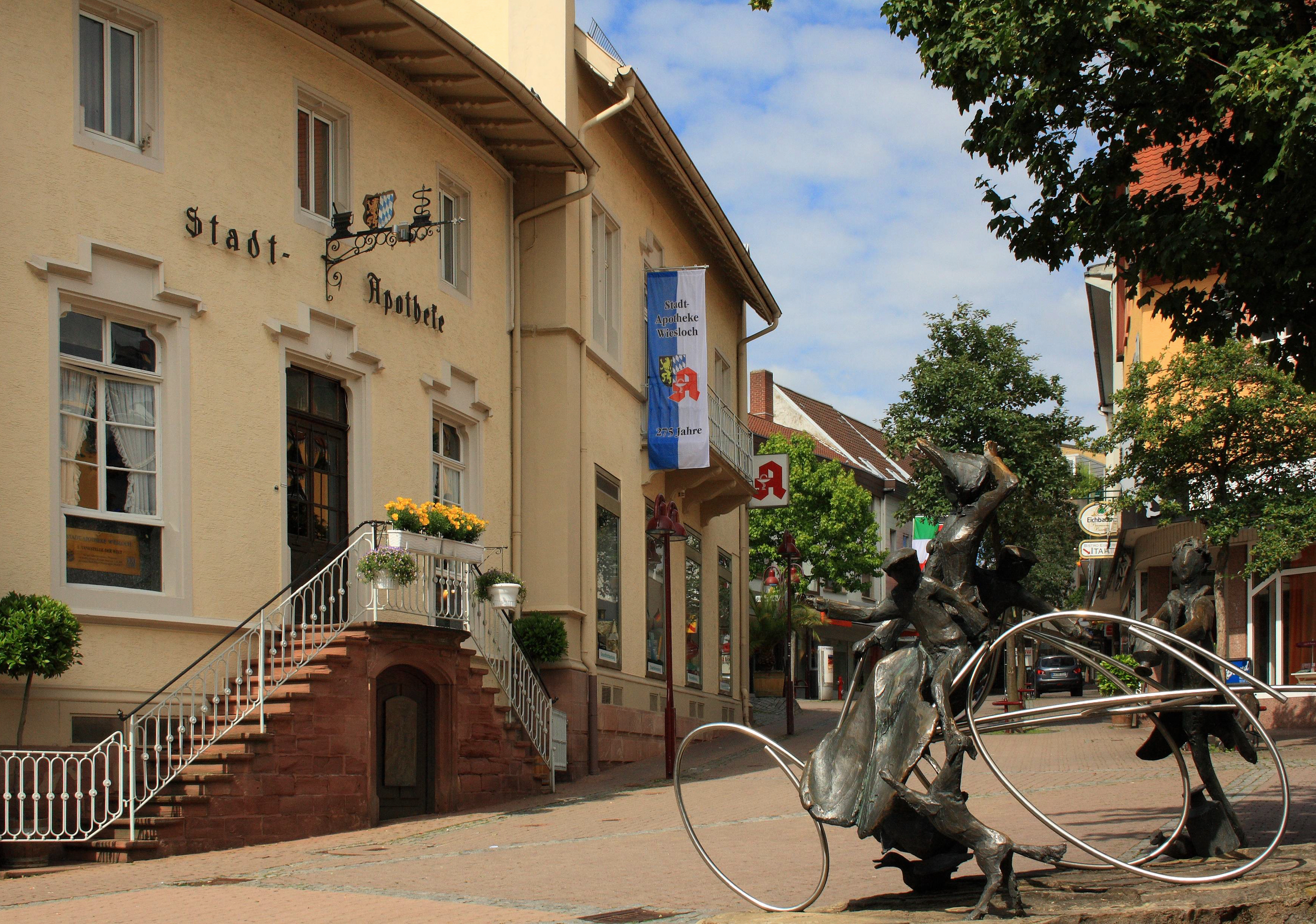
Le monument Bertha Benz à Wiesloch où elle a fait un arrêt pour se fournir en carburant à la pharmacie locale.

### Après

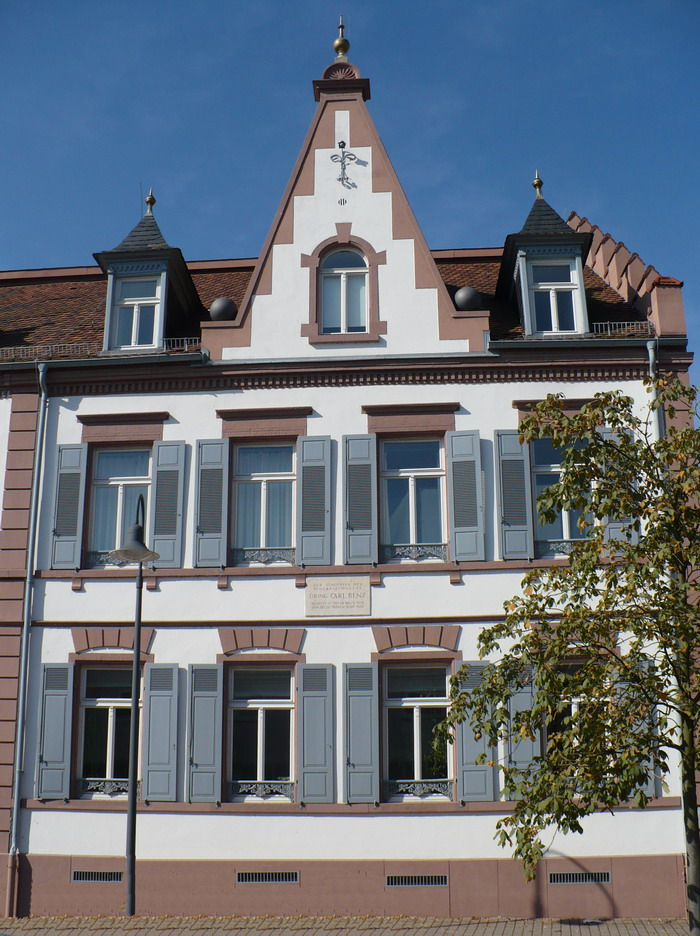
Dernière demeure des Benz, aujourd'hui la Fondation Gottlieb Daimler et Karl Benz Foundation à Ladenburg dans le Bade-Wurtemberg.

En 1944, lors de son 95e anniversaire, Bertha Benz est faite Honorable Sénatrice par l'Institut de technologie de Karlsruhe, l'alma mater de son mari. Plus tôt, Carl est d'ailleurs nommé docteur honoris causa. Deux jours plus tard, Bertha Benz décède dans sa villa de Ladenburg, là où l'atelier de son mari est construit après leur emménagement en 1906. Il y a établi son affaire familiale, Benz & Fils.

## Hommages

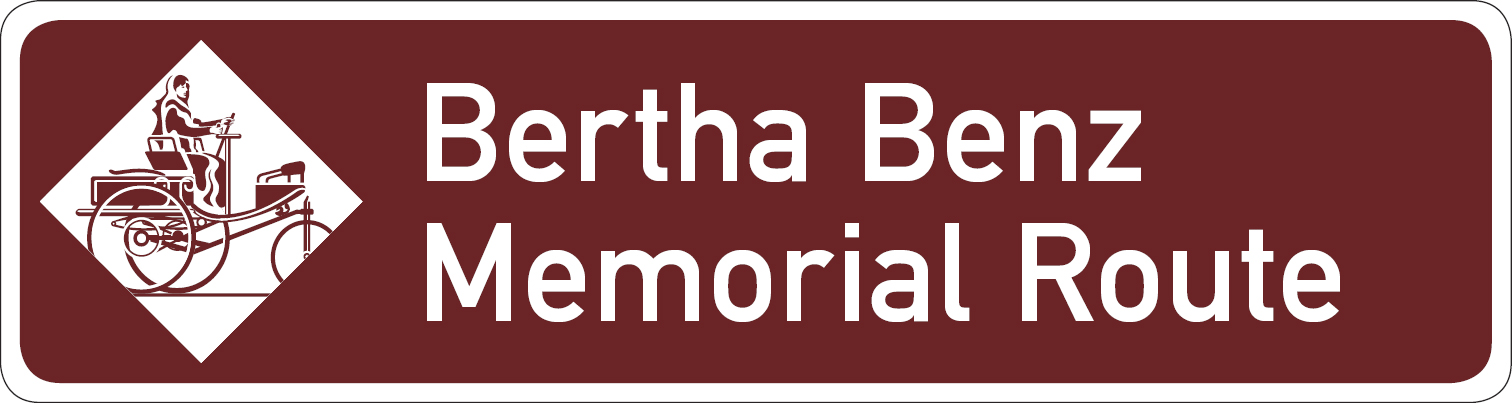
Sigle officiel de la Bertha Benz Memorial Route.

- En 2008, la Bertha Benz Memorial Route[6] est officiellement approuvée en tant qu'héritage industriel de l'humanité car elle suit le chemin emprunté par Bertha Benz en 1888.
- Le 25 janvier 2011, Deutsche Welle diffuse un documentaire sur l'invention de l'automobile par Carl Benz et met en avant le rôle très important de sa femme[7].
- Le documentaire La Voiture est née, produit par Ulli Kampelmann (en), se focalise sur le premier voyage de Bertha Benz[8].